# Fakty i Mity

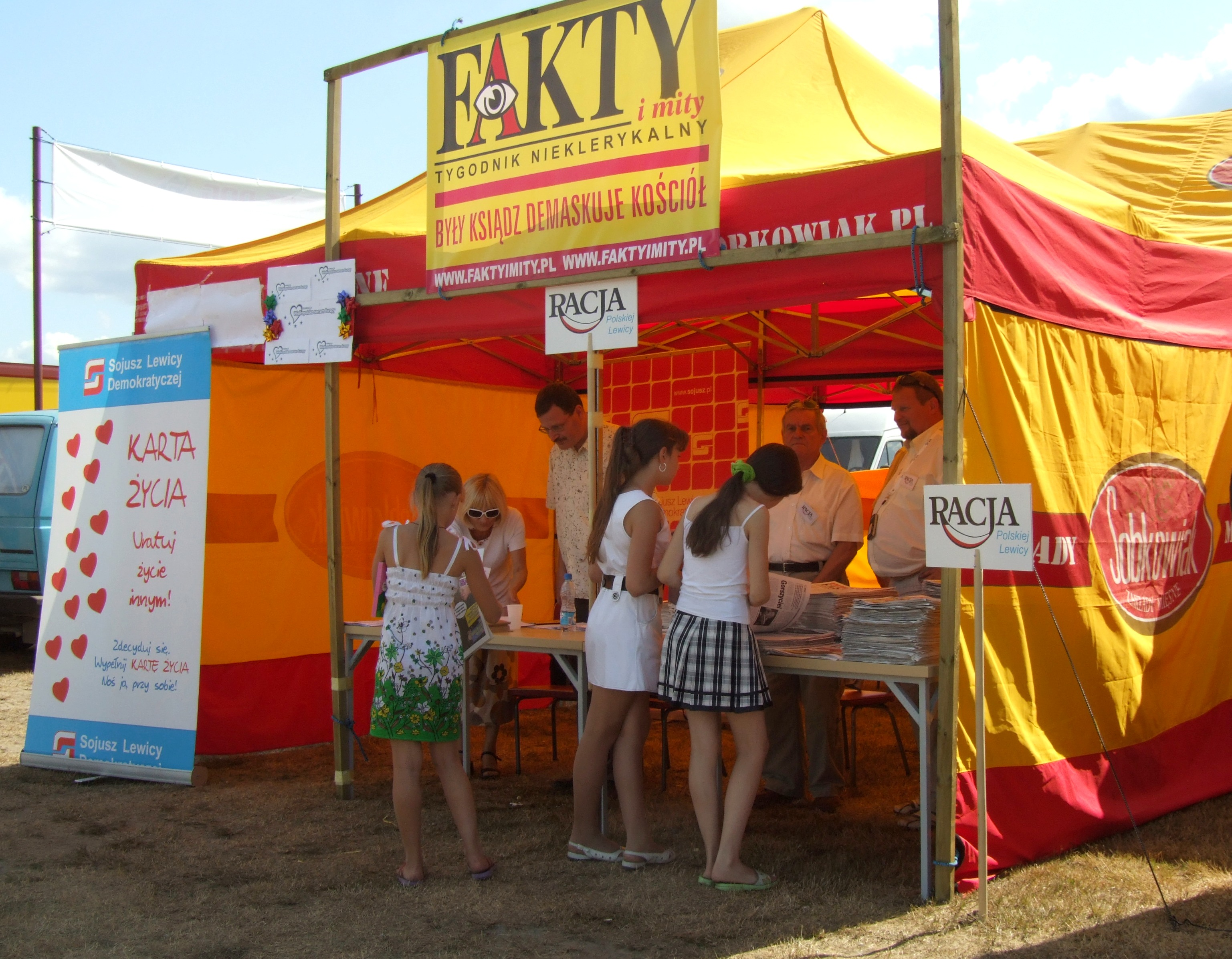
Fakty i Mity, Stand (2009)

Fakty i Mity (Fakten und Mythen, FiM) war eine linke und antiklerikale polnische Wochenzeitung, die vom ehemaligen katholischen Priester Roman Kotliński gegründet wurde, der von 2011 bis 2015 Mitglied des Sejm für die damalige Partei Ruch Palikota war. Die erste Ausgabe erschien am 10. März 2000.

## Themen
Die Zeitung veröffentlichte regelmäßig Artikel, in denen von Geistlichen unterschiedlicher Glaubensrichtungen begangene Vergehen und sexuelle Übergriffe an die Öffentlichkeit gebracht werden. Ein Beispiel dafür war die Veröffentlichung von Materialien, die den sexuellen Missbrauch Schutzbefohlener durch den Posener Erzbischof Juliusz Paetz aufdeckten.
Fakty i Mity beschrieb immer wieder politische Vorgänge, die das Ziel haben, entgegen der polnischen Verfassung, die Trennung von Kirche und Staat zu durchbrechen. Es erschienen auch häufig Artikel über negative Einflüsse der Kirche auf das gesellschaftliche, ökonomische und politische Leben in Polen und anderen Staaten.
Auf Initiative des Chefredakteurs und vieler Leser der Wochenzeitung wurde im Jahr 2002 die Antyklerykalna Partia Postępu RACJA (Antiklerikale Fortschrittliche Partei VERNUNFT) gegründet.
Seit März 2007 hatte die Wochenzeitung einen ständigen parlamentarischen Korrespondenten. Eine der Autorinnen der Zeitschrift war Joanna Senyszyn.
Nach Auflagenrückgang, Verhaftung und Verurteilung des Chefredakteurs Roman Kotliński sowie Auseinandersetzungen um und in der Redaktion, die teilweise abwanderte und das Magazin Tygodnik Faktycznie (2016–17) gründete, stellte die Zeitschrift ihr Erscheinen mit der letzten Ausgabe am 31. Juli 2020 ein.